# 海報兒童 (典型代表)

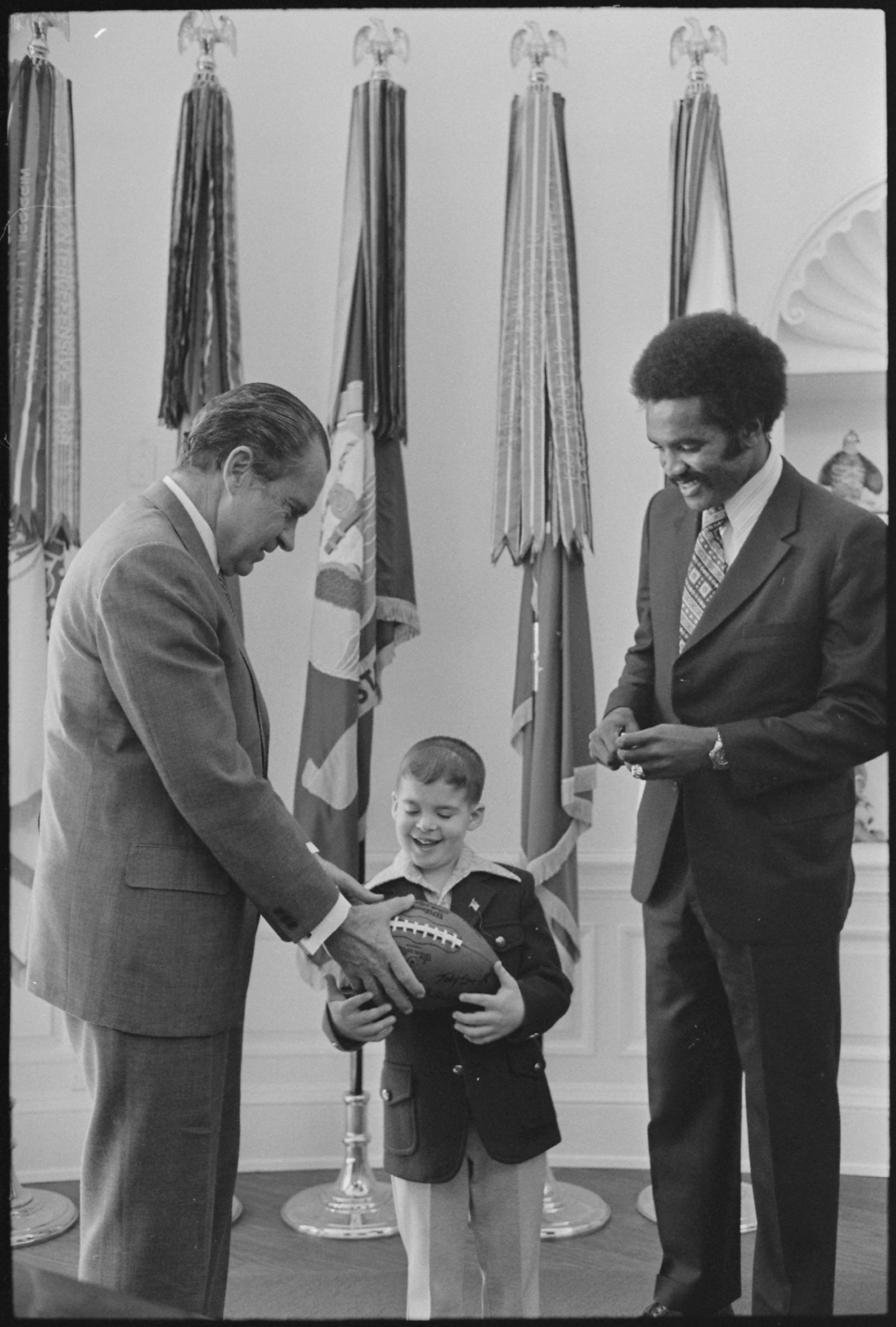
尼克松總統，凱文希爾德，1972 年美國弧的海報兒童

典型代表其原文字面意思為海報兒童（有時是海報男孩或海報女孩）。該詞的原始含意專指那些因某目標或組織為籌募資金或招募志工，而被刊登於海報或其他媒體上的病童或畸形兒童。此類活動可能是年度工作或活動的一部分，餅並且可能包括特定兒童的姓名、年齡及其他可供辨認的個人特徵。 
在現代，“海報兒童”已經延伸出典型代表的意思。指某人(不限年齡)因行為或特質成為某項目標、運動、環境或理想的具現化象徵或是典型人物。也就是說，此人已成為相關理想的同義詞，或是象徵某一事物的的正方與反方。

## 案例
- 在早期愛滋病出現時，鮑比·坎貝爾自稱為 "愛滋病的代表人物"。[2]
- 威利·霍頓在 1988 年美國總統競選中成為馬薩諸塞州監獄休假計劃和麥克·杜卡基斯自由主義情感的代言人。[3][4]
- 艾米麗·蘇珊·拉普是懷俄明州出生缺陷基金會 (March of Dimes) 的典型代表。她在四歲時因先天性先天缺陷進行腿部截肢。
- 阿齊茲·謝爾蓋耶被認為是澳大利亞業餘健美亞文化的代言人。他不僅被譽為“美學”，還獲得了大批崇拜者。[5]
- 瑞恩·懷特因血友病的輸血治療而感染艾滋病後，因學校及家長對愛滋病理解不足被禁止入學。他因此起訴學校，最終成為了社會接受艾滋病患者的典型代表人物。[6]

## 參閱
- 原型
- 典型
- 吉祥物